# Roggia Lonata
La roggia Lonata è una via d'acqua, frutto di una derivazione delle acque del fiume Chiese, che scorre nella provincia di Brescia e nella provincia di Mantova.
È una roggia risalente al 1370 quando Bernabò Visconti ne autorizzò lo scavo. Nel 1440 il doge Francesco Foscari confermò ai lonatesi il privilegio di possesso e godimento dell'acqua.
È stata essenzialmente costruita a scopo irriguo dei territori che attraversa: Lonato del Garda, Montichiari, Carpenedolo, Asola, dove ritorna nel Chiese. La gestione e manutenzione del canale è affidata al Consorzio di bonifica Chiese.
Dalla roggia Lonata, in territorio bresciano, nasce il canale Arnò.